# Evika Siliņa
Evika Siliņa (Riga, 3 de agosto de 1975) é uma política letã. Desde 15 de setembro de 2023, é primeira-ministra da Letônia. Anteriormente, atuou como Ministra do Bem-Estar no segundo gabinete de Krišjānis Kariņš.

## Biografia

### Primeiros anos
Siliņa nasceu em Riga, então República Socialista Soviética da Letônia, em 3 de agosto de 1975. Estudou Direito na Universidade da Letónia de 1993 a 1997, licenciou-se em Direito e qualificou-se como jurista, e na Escola Superior de Direito de Riga, com um mestrado em Ciências Sociais, Direito Internacional e Direito Europeu.
De 2003 a 2012, Siliņa trabalhou como advogada juramentada com prática individual, especializada em direito empresarial internacional e nacional. Ainda neste período, Siliņa trabalhou com os serviços jurídicos de comunicações eletrônicas públicas (telecomunicações, internet), bem como com a constituição e consultoria de organizações não governamentais.